# José María Guervós y Mira
José María Guervós y Mira (Granada, 1870 - Madrid, 1944) va ser un compositor espanyol. El seu germà Manuel (1863-1902) també fou un notable pianista i compositor que va deixar escrites moltes obres per a piano, en les quals, a través d'un temperament personal, s'endevina la influència d'Isaac Albéniz i dels grans romàntics.
Va estudiar amb son pare (José Guervós del Castillo), i va succeir el seu germà Manuel com a acompanyant de Pablo Sarasate i era oncle del també molt bon compositor Fernando Carrascosa Guervós. L'any 1917 va accedir al lloc de professor d'acompanyament del Conservatori de Madrid, on ensenyava interinament abans, i on va tenir entre altres alumnes avantatjats com Tomás Teran. L'any 1895 va fundar, junt amb Pau Casals, Francés i Gálvez un conjunt de cambra, el Quartet Francés, i posteriorment va acompanyar en algunes ocasions Pau Casals. Va ser professor de la família reial i va col·laborar amb el Cuarteto Francés. Va inventar un sistema de notació denominat endecagrama, que no va prosperar.
Inspirat compositor, va compondre el poema simfònic Trafalgar (1899) i les sarsueles El rapto de Carolina (1896); Piquito de oro, en col·laboració amb Tomás Barrera, (1902); La buenaventura, i A estudiar a Salamanca, en col·laboració amb Amadeu Vives, 1903); Aretino i El lagar (1907), aquesta última en col·laboració amb José María Carbonell. Per a piano, va compondre un difícil Alegro de concierto, la polonesa Concha i l'àlbum de peces curtes Pensamientos. I per a cant i piano, una Serenta arabe i quinze lieder sobre les Rimas de Becquer, el més destacat de la seva obra de compositor.